# Programy ortodoksyjne
Programy ortodoksyjne – są elementem polityki dostosowawczej Międzynarodowego Funduszu Walutowego. Ich założenia są swoistym odbiciem zasad doktryny liberalnej. Są one konstruowane według jednolitego schematu, będącego odzwierciedleniem przyjętej przez Międzynarodowy Fundusz Walutowy doktryny gospodarczej. Podstawą tego schematu jest dochodowo-absorpcyjna i monetarna koncepcja bilansu płatniczego.